# تفقع فولكمان
تفقع فولكمان (بالإنجليزية: Volkmann's contracture)‏، هو انثناء (تفقع) دائم في رسغ اليد، مما يؤدي إلى تشوه شبيه بالمخلب في اليد والأصابع. التمديد اللافاعل للأصابع مقيد ومؤلم للمريض.

## الأسباب
قد يؤدي أي كسر في منطقة الكوع أو أعلى الذراع إلى تفقع فولكمان الإقفاري، لكنه يرتبط بشكل خاص بكسر فوق اللقمة لعظم العضد.
ينجم تفقع فولكمان عن نقص التروية الحاد ونخر الألياف العضلية لمجموعة العضلات المثنية للساعد، وخاصة العضلة المثنية العميقة للأصابع والعضلة المثنية الطويلة لإبهام اليد. حيث تصبح العضلات متليفة وقصيرة.
سبب هذه الحالة هو انسداد الشريان العضدي بالقرب من الكوع، وربما يعود إلى الاستخدام غير السليم للمرقأة، أو الاستخدام غير السليم لقوالب الجص (الجبيرة)، أو متلازمة الحيز. كما يحدث أيضًا بسبب كسور في عظم الساعد إذا تسببت الكسور في نزيف من الأوعية الدموية الرئيسية في الساعد.

## الوقاية والعلاج
تتطلب الوقاية من الحالة استعادة تدفق الدم بعد الإصابة مباشرة وتقليل ضغط الحيز على العضلات. يجب إزالة أي جبائر أو ضمادات أو أجهزة أخرى قد تُعِيق الدورة الدموية. قد تكون هناك حاجة إلى بضع اللفافة لتقليل الضغط في حيز العضلات. في حالة حدوث الانثناء، قد تساعد عملية جراحية لتحرير الأنسجة الثابتة المسببة للتشوه وتحسين وظيفة اليد.

## التسمية
سميت باسم ريتشارد فون فولكمان (1830 - 1889)، الطبيب الألماني الذي وصفها لأول مرة في القرن التاسع عشر، في ورقة عن "الظروف الإقفارية غير المعدية لمختلف مقصورات اللفافة في الأطراف". ونظرًا لأن التفقع حدث في نفس الوقت الذي حدث فيه الشلل، فقد اعتبر أنه من غير المحتمل أن يكون السبب عصبي.

## روابط خارجية
- Volkmanns_contracture على برنامج طب العظام التابع لنظام الصحة بجامعة ديوك [الإنجليزية]‏.